# Ofá

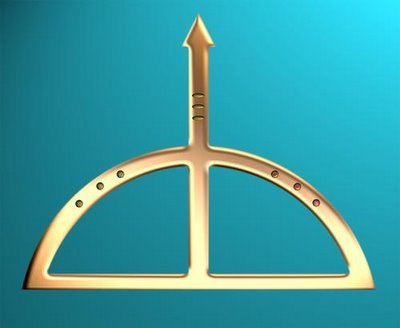
Ofá

Ofá é um arco e flecha; arma sagrada usada por Oxóssi, entidade das religiões afro-brasileiros, sincretizada em alguns estados como São Sebastião.
Este tipo de adereço pode ser também usado pelos orixás Logunedé, Obá, Oxum e pelos voduns Agué e Otolú do panteão Jeje-Maí, por serem energias divinizadas das matas. Esses orixás e voduns são caçadores o que torna indispensável o uso do arco (ofá) bem como as flechas, e em alguns casos, se utiliza também uma lança em combinação com o ofá.
A palavra ofá é mencionada diversas vezes em cantigas entoadas aos orixás das matas, dado ao seu valor sagrado e imprescindível, é usado também como símbolo marcante e insubstituível de oxóssi, no qual observa-se este símbolo em casas de candomblé no qual Oxóssi é o orixá principal do babalorixá. Na umbanda é riscado o ofá como ponto, desenhando o mesmo com pemba no chão.